# Аурелио Сибријано (Каборка)
Аурелио Сибријано (шп. Aurelio Sibriano) насеље је у Мексику у савезној држави Сонора у општини Каборка. Насеље се налази на надморској висини од 51 м.

## Становништво
Према подацима из 2010. године у насељу је живело 7 становника.

### Хронологија
| Година       | 2000       | 2005       | 2010 |
| ------------ | ---------- | ---------- | ---- |
| Становништво | 14 (7 / 7) | 13 (5 / 8) | 7    |

### Попис
| # | Индикатор                     | Вредност |
| - | ----------------------------- | -------- |
| 1 | Укупно домаћинстава           | 4        |
| 2 | Укупно насељених домаћинстава | 2        |
| 3 | Величина локације             | 1        |